# The Town Festival
The Town Festival est un festival de musique créé pour la première fois en 2023 par l'homme d'affaires brésilien Roberto Medina – le même créateur de Rock in Rio. Il est reconnu comme l'un des plus grands festivals de musique du Brésil. Le festival a lieu à l'Autodromo de Interlagos à São Paulo, le même endroit où se déroulent Lollapalooza et Primavera Sound,.
Avec la création de The Town, il a été annoncé que Rock in Rio Lisboa, comme les années impaires, les éditions de The Town auraient lieu à São Paulo, empêchant ainsi les deux festivals brésiliens d'avoir lieu la même année.

## Histoire

### Première édition (2023)
La première édition de The Town se tiendra à l'Autodromo de Interlagos à São Paulo, du 2 au 10 septembre 2023. Dans la première édition, le festival aura la présence de Bruno Mars, Demi Lovato, Post Malone, Iggy Azalea, Bebe Rexha, Maroon 5, Kim Petras, Marina Sena, Jão, Gloria Groove, Luísa Sonza, Grag Queen, Pabllo Vittar parmi autres,,.

### Deuxiéme édition (2025)
Après la fin de la première édition en 2023, la deuxième édition du festival a été confirmée pour septembre 2025. L'événement se déroulera du 6 au 14 septembre 2025.

## Éditions
| Non. | Année | Édition     | Locale                          |
| ---- | ----- | ----------- | ------------------------------- |
| 1    | 2023  | The Town I  | Circuit d'Interlagos, São Paulo |
| 2    | 2025  | The Town II | Circuit d'Interlagos, São Paulo |